# Liste der Fenster aus dem Kreuzgang des Klosters Steinfeld
In der Liste der Fenster aus dem Kreuzgang des Klosters Steinfeld werden die Fenster aus dem Kreuzgang des Klosters Steinfeld aufgeführt, die nach der Auflösung der Prämonstratenserabtei im Jahr 1802 verkauft wurden.

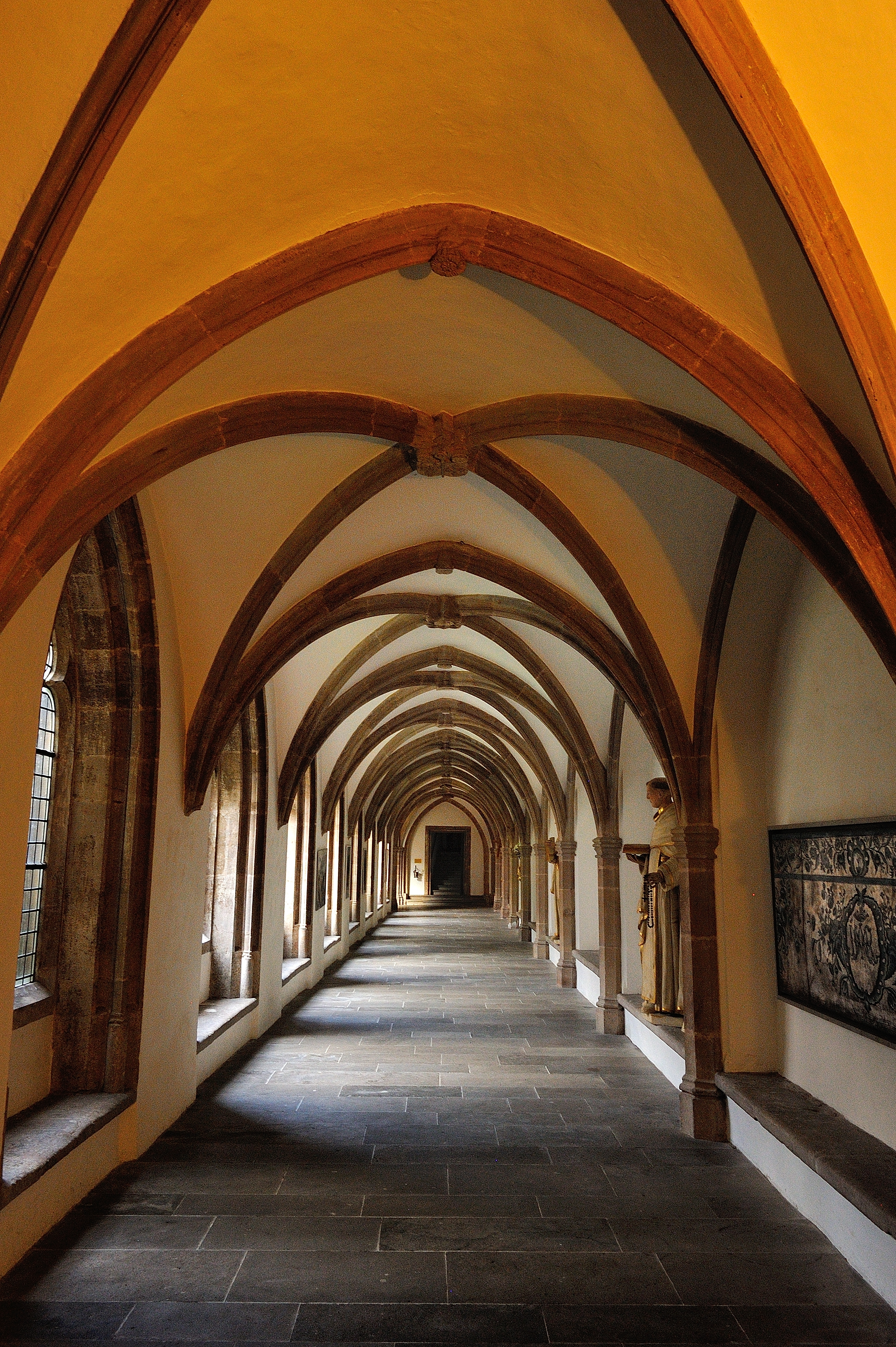
Kreuzgang des Klosters Steinfeld

| Nummer | Artikel                                               | Entstehungszeit | Künstler        | Anzahl der Scheiben | Anzahl der Scheiben | Standort                           |
| Nummer | Artikel                                               | Entstehungszeit | Künstler        | original            | erhalten            | Standort                           |
| ------ | ----------------------------------------------------- | --------------- | --------------- | ------------------- | ------------------- | ---------------------------------- |
| I      | Fenster I aus dem Kreuzgang des Klosters Steinfeld    | um 1522         | Gerhard Remsich | 9                   | 6                   | London, Victoria and Albert Museum |
| II     |                                                       |                 |                 |                     |                     |                                    |
| III    |                                                       |                 |                 |                     |                     |                                    |
| IV     |                                                       |                 |                 |                     |                     |                                    |
| V      | Fenster V aus dem Kreuzgang des Klosters Steinfeld    | 1526            | Gerhard Remsich | 15                  | 6                   | London, Victoria and Albert Museum |
| V      | Fenster V aus dem Kreuzgang des Klosters Steinfeld    | 1526            | Gerhard Remsich | 15                  | 2                   | Blickling, Blickling Hall          |
| VI     |                                                       |                 |                 |                     |                     |                                    |
| VII    |                                                       |                 |                 |                     |                     |                                    |
| VIII   |                                                       |                 |                 |                     |                     |                                    |
| IX     |                                                       |                 |                 |                     |                     |                                    |
| X      |                                                       |                 |                 |                     |                     |                                    |
| XI     |                                                       |                 |                 |                     |                     |                                    |
| XII    | Fenster XII aus dem Kreuzgang des Klosters Steinfeld  | 1531            | Gerhard Remsich | 15                  | 9                   | London, Victoria and Albert Museum |
| XIII   |                                                       |                 |                 |                     |                     |                                    |
| XIV    |                                                       |                 |                 |                     |                     |                                    |
| XV     |                                                       |                 |                 |                     |                     |                                    |
| XVI    |                                                       |                 |                 |                     |                     |                                    |
| XVII   | Fenster XVII aus dem Kreuzgang des Klosters Steinfeld | 1538/39         | Gerhard Remsich | 15                  | 5                   | London, Victoria and Albert Museum |
| XVII   | Fenster XVII aus dem Kreuzgang des Klosters Steinfeld | 1538/39         | Gerhard Remsich | 15                  | 4                   | Disley, Kirche St. Mary            |
| XVIII  | Christus am Kreuz (Victoria and Albert Museum)        | 1539/40         | Gerhard Remsich |                     |                     | London, Victoria and Albert Museum |
| XIX    | Grablegung (Victoria and Albert Museum)               | 1539/40         | Gerhard Remsich |                     |                     | London, Victoria and Albert Museum |
| XX     | Auferstehung (Victoria and Albert Museum)             | 1540/42         |                 |                     |                     | London, Victoria and Albert Museum |
| XXI    |                                                       |                 |                 |                     |                     |                                    |
| XXII   |                                                       |                 |                 |                     |                     |                                    |
| XXIII  |                                                       |                 |                 |                     |                     |                                    |
| XXIV   |                                                       |                 |                 |                     |                     |                                    |
| XXV    |                                                       |                 |                 |                     |                     |                                    |
| XXVI   |                                                       |                 |                 |                     |                     |                                    |
| XXVII  |                                                       |                 |                 |                     |                     |                                    |